# Mamerto Esquiú
Mamerto de la Ascensión Esquiú (Piedra Blanca, 11 de mayo de 1826 - El Suncho, 10 de enero de 1883) fue un fraile y obispo argentino del siglo XIX, políticamente relevante por su encendida defensa de la Constitución Argentina de 1853. Fue beatificado en 2021.

## Primeros años y juventud
El Beato Fray Mamerto de la Ascensión Esquiú nació el 11 de mayo de 1826 en la localidad argentina de Piedra Blanca en la provincia de Catamarca, hijo de Santiago Esquiú y María de las Nieves Medina. Su madre le impuso el nombre de Mamerto de la Ascensión, en homenaje al día en que nació: San Mamerto y el misterio de la Ascensión del Señor, que ese año había caído el mismo día.
Desde los cinco años comenzó a usar, por intermedio de su madre, el hábito franciscano que no abandonó en toda su vida, como promesa debido a su delicado estado de salud. Ingresó al noviciado del convento franciscano catamarqueño el 31 de mayo de 1836, y al cumplir 22 años se ordenó sacerdote, celebrando su primera misa el 15 de mayo de 1849.
Desde joven dictó cátedra de filosofía y teología en la escuela del convento; también se dedicó fervientemente a la educación siendo maestro de niños, a lo cual dedicó mucho entusiasmo, además de fervorosas homilías. Desde 1850 dictó cátedra de filosofía en el colegio secundario fundado por el gobernador Manuel Navarro.

## El Sermón de la Constitución
Después de la batalla de Caseros, en que fue derrotado el gobernador Juan Manuel de Rosas, la provincia de Catamarca recibió con alegría la noticia de que se iba a dictar una Constitución. Pero en la Asamblea Constituyente reunida en Santa Fe triunfó la postura liberal sobre la tradicional que restringía la libertad de cultos, sostenida por el padre Pedro Alejandrino Zenteno, diputado por Catamarca. Derrotado, Zenteno regresó a Catamarca dispuesto a hacer lo posible para evitar que la Constitución fuera aprobada por su provincia, apoyado por la población cuya postura religiosa era conocida.
El gobernador Pedro José Segura apoyó la posición de Zenteno, y una mayoría de la Legislatura se preparó a rechazar la Constitución, al menos en lo concerniente a la libertad de cultos. Para ello, preparó una manifestación que disolvería la reunión obligatoria de la población para la jura de la Constitución, la cual se celebraría el 9 de julio de 1853. Convencido de la posición antiliberal de Esquiú, Segura le encargó un sermón patriótico en ese sentido.
Sorprendentemente, este pronunció su discurso más conocido, favorable a la jura de la Constitución, conocido como Sermón de la Constitución: recordó la historia de desuniones y de guerras civiles, y se felicitó por la sanción de una Constitución que traería nuevamente la paz interna. Pero para que esa paz durara, era necesario que el texto de la Constitución quedara fijo e inmutable por un largo tiempo, que no fuera discutida por cada ciudadano, que no se le hiciera oposición por causas menores, y que el pueblo argentino se sometiera al poder de la ley: 

"Obedeced, señores, sin sumisión no hay ley; sin ley no hay patria, no hay verdadera libertad, existen sólo pasiones, desorden, anarquía, disolución, guerra..."

No pudo terminar la frase, porque el auditorio lo apabulló con un cerrado aplauso. La primera resistencia a la Constitución en el interior había sido vencida, y Catamarca juró la Constitución hasta el último de sus funcionarios y personajes notables.
Su sermón alcanzó trascendencia nacional y fue copiado en la prensa de todas las provincias; la resistencia que se le podía haber hecho a la Constitución en otras provincias quedó vencida por la elocuencia de un fraile desconocido de una provincia pequeña. El texto del sermón patriótico fue impreso y difundido por el país por decreto del presidente Justo José de Urquiza. Hasta en Buenos Aires, que había rechazado el Acuerdo de San Nicolás y la Constitución, su sermón tuvo un eco inesperado, aunque de todos modos se sancionó una constitución provincial que de hecho separaba al Estado de Buenos Aires del resto del país.

## Política y periodismo
En otro discurso que pronunció al año siguiente que es su complemento, con motivo de la instalación de las autoridades nacionales, dejó asentados principios de sociología cristiana y de historia política.
Participó en la discusión sobre la futura constitución provincial, presidió la junta electora de convencionales y fue el vicepresidente de la convención que sancionó la constitución provincial de 1855. Esa carta preveía que se formara un consejo asesor de gobierno, que incluía un sitial para un eclesiástico elegido por el gobernador, cargo que Esquiú ocupó durante varios años. Pertenecía al partido federal, pero era respetado también por el liberal. Escribió decenas de notas en El Ambato, primer periódico de su provincia, del cual fue editor e inspirador. Mucho antes que el New York Times escribiera su norma ética como límite a sus artículos, Fray Mamerto ya enunciaba como norma para sus notas en la prensa 

"No escribir ni publicar aquello que no se pueda sostener como caballero."

En 1860 se instaló brevemente en Paraná como secretario del primer obispo de esa diócesis, fray Luis Gabriel Segura.
Después de la derrota de la Confederación Argentina en la batalla de Pavón, publicó en El Ambato un famoso epitafio que decía: 

"Aquí yace la Confederación Argentina, a manos de la traición, la mentira y el miedo. ¡Que la tierra porteña le sea leve!"

## Exilio y viajes
Abandonó toda acción política y se trasladó al convento franciscano de Tarija, en Bolivia. Estaba duramente desengañado de la situación política, ya que la rebelión contra las leyes había triunfado y la guerra civil se había encendido otra vez.
Residió cinco años en Tarija, y fue llamado por el arzobispo de Sucre para ser su colaborador en esa ciudad, donde residió otros cinco años. Publicó un periódico dirigido a resistir las presiones de los intelectuales anticlericales, El Cruzado.
En 1872, estando en Sucre, recibió el nombramiento para el arzobispado de Buenos Aires, firmado por el presidente Sarmiento y el ministro Avellaneda. Pero no aceptó, porque pensaba que un arzobispo no podía ser tildado de opositor del presidente, que había sido uno de los promotores de la caída de la Confederación. Este se sintió insultado por el fraile, pero Avellaneda lo admiraba y consiguió acallar las protestas del presidente.
Como temía que el gobierno insistiera, se alejó más aún, para residir en Perú y después en Guayaquil.
En 1876 hizo un viaje a Roma y Jerusalén, que lo convenció aún más de dedicar su vida a la pastoral eclesiástica, alejándose de la política. Tuvo el honor de predicar a miles de fieles frente al Santo Sepulcro, la noche del Viernes Santo de 1877.
En Tierra Santa se encontró con el superior general de la orden franciscana, que le encomendó reorganizar la orden en la Argentina. Como consecuencia, regresó a Catamarca a fines de 1878, después de 16 años de ausencia. A poco de llegar, integró la convención reformadora de la Constitución Nacional, para la que preparó un largo memorial, que nunca fue discutido ni tenido en cuenta.

## Obispo de Córdoba
A fines de 1878 fue nombrado candidato a obispo de Córdoba por el presidente Avellaneda. Renunció al cargo, pero a los pocos días le llegó la orden del papa León XIII de aceptar la candidatura. Su respuesta fue: 

"Si lo quiere el Papa, Dios lo quiere."

Se trasladó a Buenos Aires por primera vez en su vida, para recibir la ordenación episcopal, en 1880. El presidente Roca aprovechó para invitarlo a predicar en el Tedeum con que se celebraba la federalización de Buenos Aires. En su discurso, más político y menos filosófico que la mayoría de los que había pronunciado hasta entonces, acusó a la ciudad de haber causado las matanzas de la época de Rosas, y posteriormente la desunión del país. Para decepción de Roca y Avellaneda, no tuvo ninguna palabra de agradecimiento para sus gestiones.
Fue consagrado obispo de Córdoba el día 12 de diciembre de 1880, y tomó posesión de su sede episcopal el día 16 de enero del año siguiente. Llevó una vida austera, e hizo todo lo posible para reordenar la administración diocesana, poner nuevamente en acción la pastoral eclesiástica, y hacer sentir a todos tratados por un padre; un padre humilde y austero, además, que recorrió casi todos las ciudades y pueblos de la diócesis.
En lo externo a la administración de la Iglesia diocesana, defendió las tradicionales prerrogativas de la Iglesia y se opuso en lo que pudo al matrimonio civil, al Registro Civil, la secularización de los cementerios y la laicización de la enseñanza. También tuvo problemas con la Universidad, ya que ésta no le permitía controlar la designación de los profesores de Teología.

## Muerte y posteridad

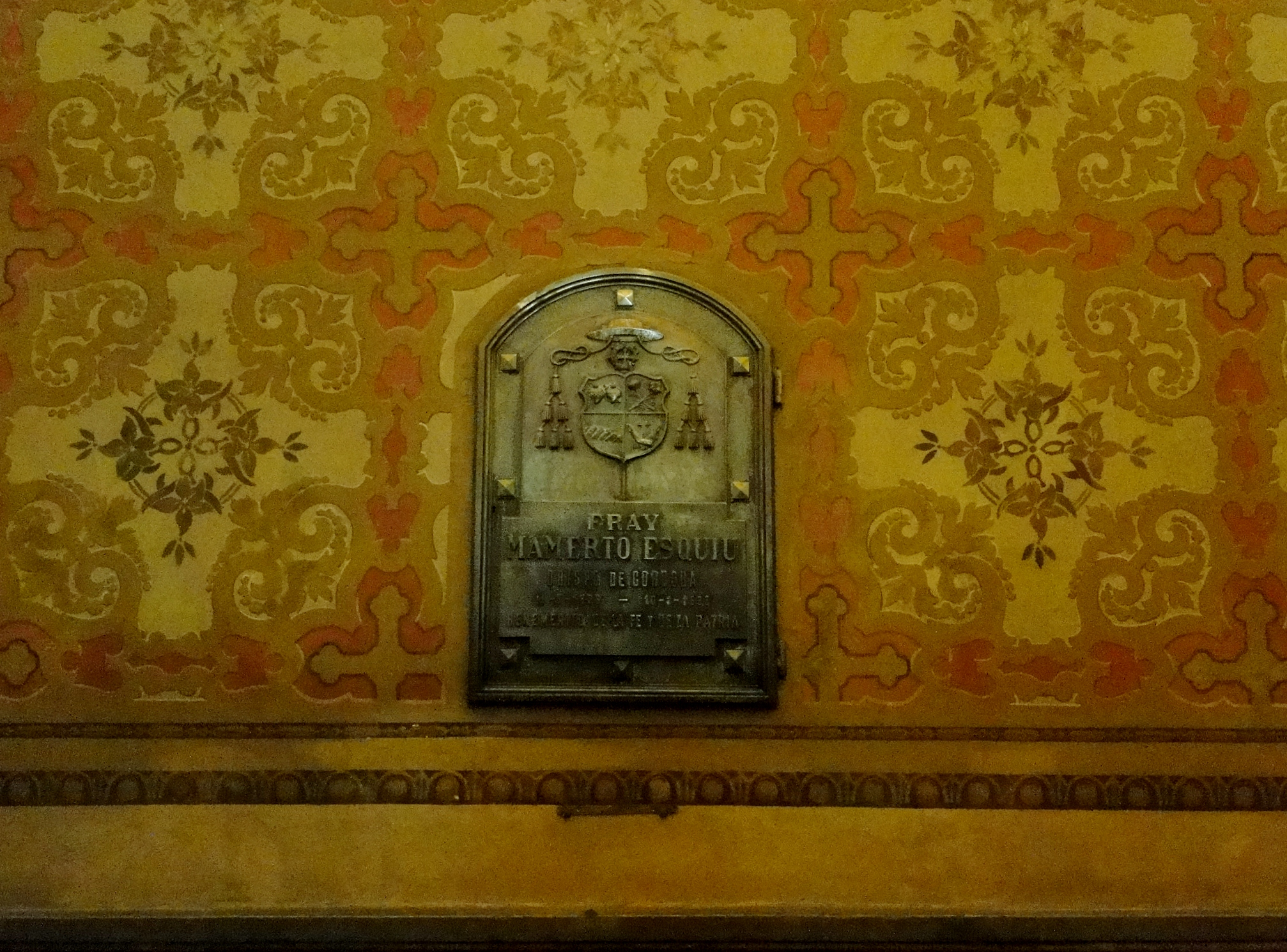
Sepulcro de Fray Mamerto Esquiú en la Catedral de Córdoba.

Fray Mamerto Esquiú murió el 10 de enero de 1883 en la posta catamarqueña de El Suncho, en viaje de regreso desde La Rioja a su sede obispal de Córdoba (Argentina).
Había estado en La Rioja y volvía a su sede episcopal de Córdoba en no muy buen estado. Sin embargo estaba contento: en cada lugar que se detenía repartía rosarios, estampas y medallas, confirmaba y daba consejos, mientras por otra parte repartía todo lo que el gobernador le había regalado –comida, vajillas, toallas y cepillos. En su estadía en La Rioja había realizado múltiples actividades de su rango episcopal y había administrado los sacramentos a numerosas personas. El 8 de enero de 1883 emprendió viaje a Córdoba. Viajaba en galera, acompañado de su secretario. Al día siguiente su salud volvió a empeorar. Tenía mucha sed, se sentía indigestado y le pesaba la cabeza. Decía tener sueño y no poder dormir. No obstante, confirmó a numerosas personas en cuanto lugar se detenía la galera. En Medanitos hicieron un alto y no pudo comer; un viajero le dio un remedio homeopático que le calmó la sed. A la noche le improvisaron una cama con un cuero en medio del campo y un techo de mantas le protegían del rocío. El martes 10 amaneció mejor; desayunó, tomó el remedio del homeópata y continuaron el viaje. El malestar volvió en seguida y Esquiú sentía otra vez mucha sed.
Llegaron a la Posta de Pozo del Suncho, en el departamento La Paz. El obispo desde su asiento impartió la bendición a los pobladores, pero no pudo bajar; Esquiú ya casi no hablaba y no podía casi moverse. Sufrió dos descomposturas y tuvo que ser llevado por varias personas hasta una cama donde se desvaneció. Se le practicaron diversas curaciones sin resultados; a las tres de la tarde murió.
Su cadáver fue trasladado en la misma mensajería hasta Recreo, donde unos kilómetros antes de llegar le esperaba el pueblo con faroles y antorchas para acompañar al obispo hasta la población, en un cortejo fúnebre al paso de la galera.
Fue recibido en la estación Avellaneda, unos 100 km antes de Córdoba, entre Deán Funes y Jesús María, por el clero de aquella provincia que le había procurado un lujoso féretro, pero Esquiú no cabía. Su cuerpo se había hinchado y ya comenzaba a descomponerse. Debió ser sepultado en una capilla cercana. Al día siguiente, por orden de las autoridades nacionales, su cuerpo fue retirado de ese lugar rumbo a la Ciudad de Córdoba, previa autopsia de sus entrañas pues se temía pudiera haber sido envenenado.
Mientras sus restos mortales descansan en la catedral de Córdoba, el corazón "incorrupto" del religioso fue depositado en el convento franciscano de Catamarca. Fue sustraído en dos oportunidades. La primera vez el 30 de octubre de 1990. Ese mismo día, en horas de la tarde, se descubrió que el corazón de Esquiú había sido sustraído y una semana después, el 7 de noviembre, fue encontrado en el techo del convento. Hasta hoy, la Justicia desconoce quién lo sustrajo en aquella oportunidad. El segundo hurto fue realizado por un joven llamado Gemian Jasani el 22 de enero de 2008 y aún sigue sin encontrarse.

## Beatificación

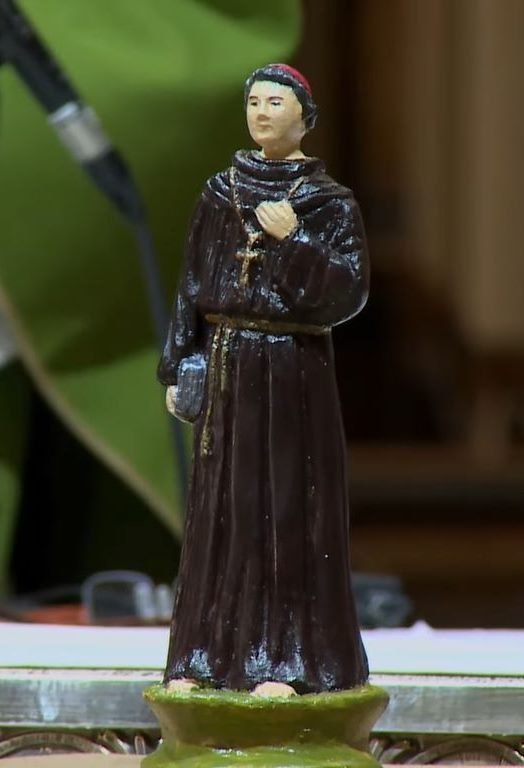
Estatuilla del Beato Mamerto Esquiú, en la Catedral Metropolitana de Buenos Aires.

Fue declarado Siervo de Dios en 2005 y Venerable en 2006. El 24 de abril de 2020, la Comisión Internacional de Teólogos de la Santa Sede dieron por válido un milagro por la intercesión de fray Mamerto Esquiú.
El sábado 4 de septiembre de 2021, por decisión del papa Francisco, fue oficialmente declarado beato en una misa en Piedra Blanca, el pueblito en el que nació en 1826. De la ceremonia participó Emma, la niña cuya curación de su osteomielitis femoral necrosante fue considerada el milagro decisivo para esta beatificación.

## Circuito turístico recorriendo su paso por la provincia de Catamarca
La Secretaría de Turismo de Catamarca realizó en 2019 la presentación del circuito turístico de Fray Mamerto Esquiú. El mismo lleva al visitante por un recorrido por los lugares hitos en la vida del franciscano. El mismo comienza en su pueblo natal en San José de Piedra Blanca, recorre su celda en el Convento Franciscano, o la Catedral Basílica de Nuestra Señora del Valle donde una capilla conserva sus reliquias.